# John Hancock Tower
John Hancock Tower je nejvyšší mrakodrap ve městě Boston, ale i ve státě Massachusetts. Se svými 60 patry měří 241 m a nachází se na ulici Clarendon Street. Architektem je I. M. Pei. V budově se nachází kancelářské prostory. Výstavba probíhala v letech 1971 - 1976.